# Klára Pataki
Klára Pataki, znana także jako Patakiová (ur. 14 maja 1930 w Šahy) – słowacka rzeźbiarka.

## Życiorys
Urodziła się 14 maja 1930 roku w Šahy. Studiowała na Wydziale Pedagogicznym Uniwersytetu Komeńskiego w Bratysławie na kierunku Jozefa Kostki, następnie na Wyższej Szkole Sztuk Pięknych w Bratysławie na kierunku Fraňa Štefunki.
Od połowy lat 50. pracowała jako freelancerka. Tworzyła głównie rzeźby predstawiające kobiety i dzieci, a od połowy lat 60. zmieniła styl, częściej sięgając po symboliczne formy postaci, niż realistyczne ich przedstawienie.
W 1959 roku wygrała konkurs na rzeźbę Pomnika Ofiar Faszyzmu w Niemczech.

## Nagrody i odznaczenia
- Artysta narodowy (1988)[2]

## Galeria

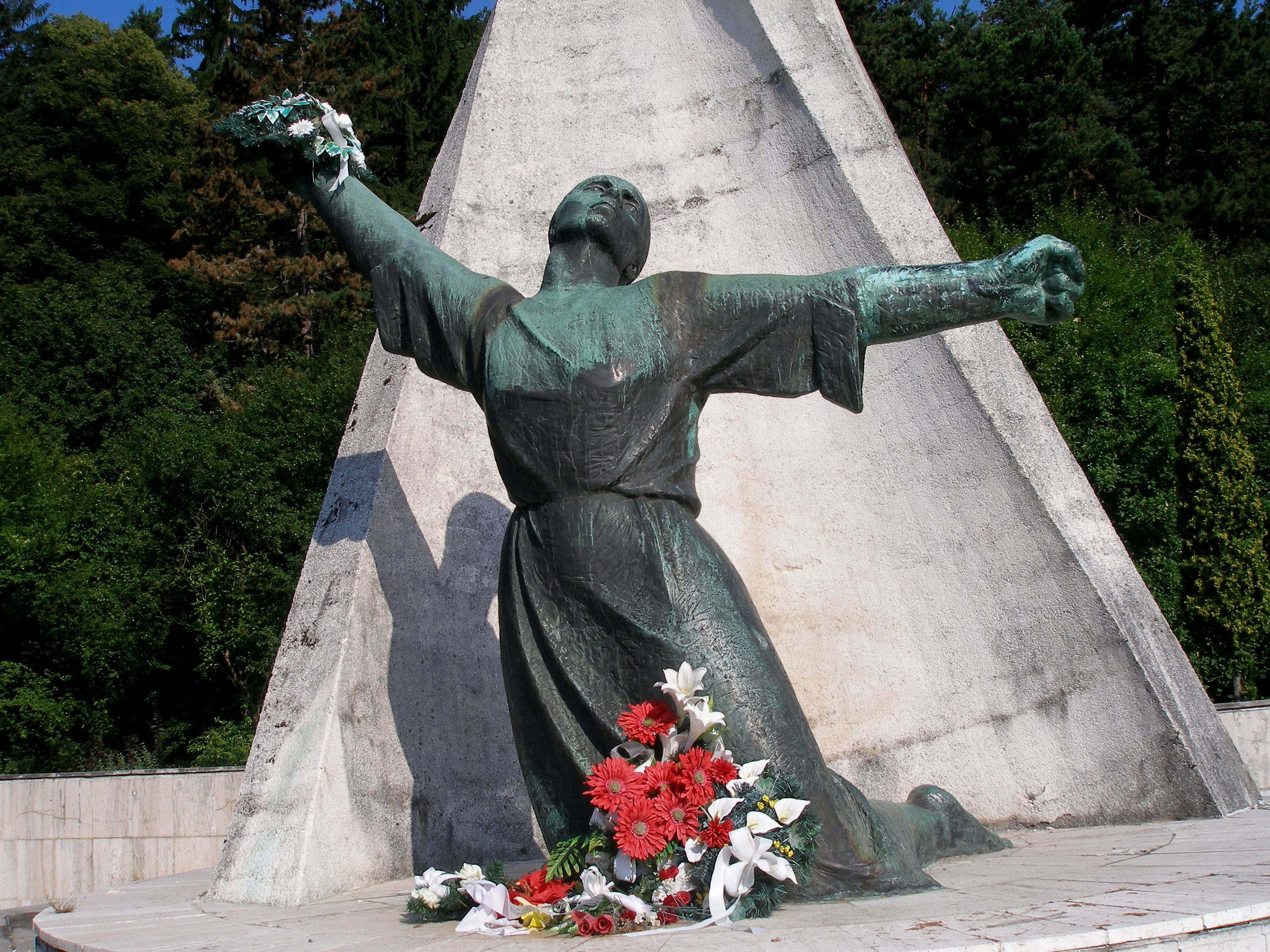
Pomnik słowackiego powstania narodowego w Nemeckiej
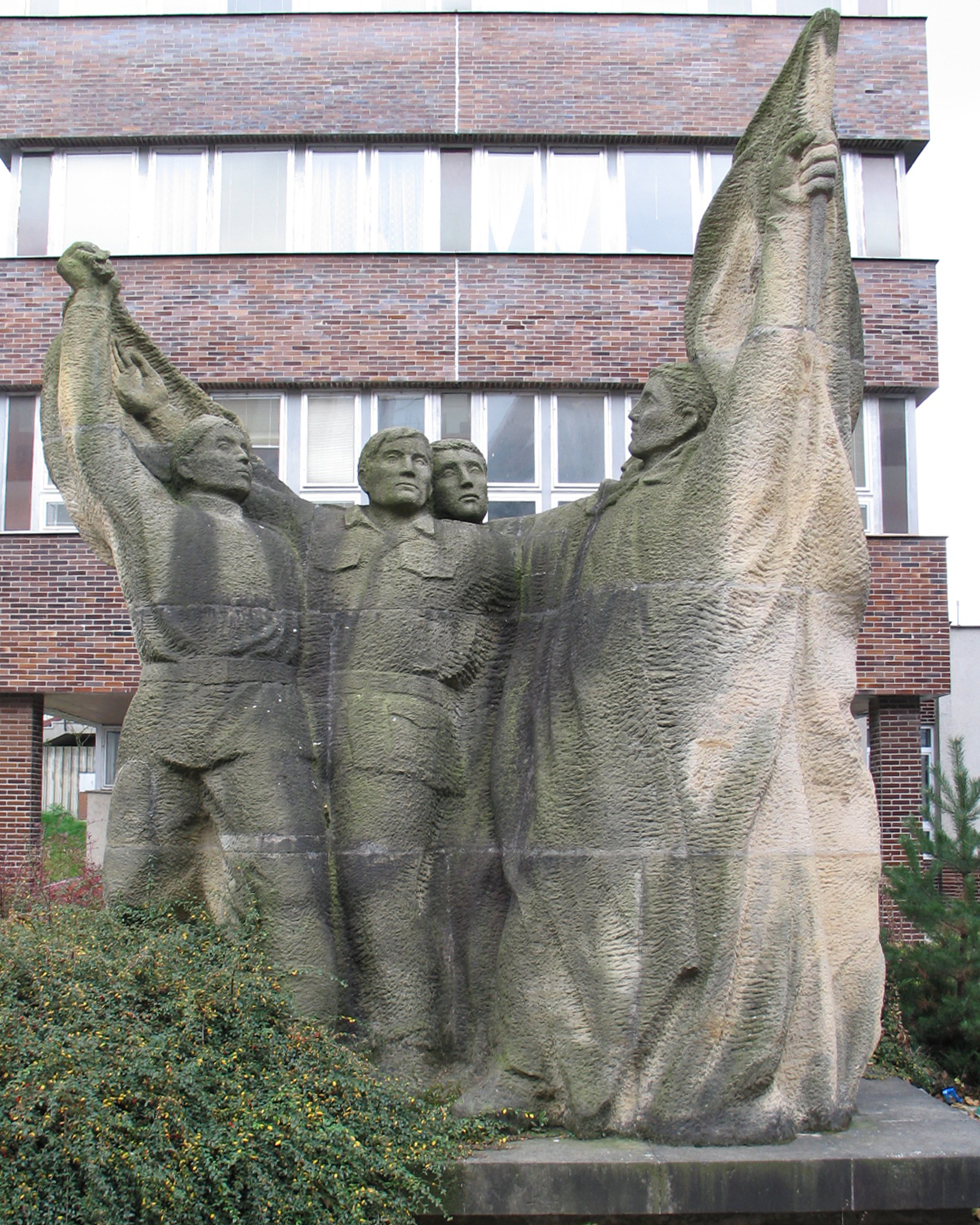
Grupa rzeźbiarska w Trenczynie
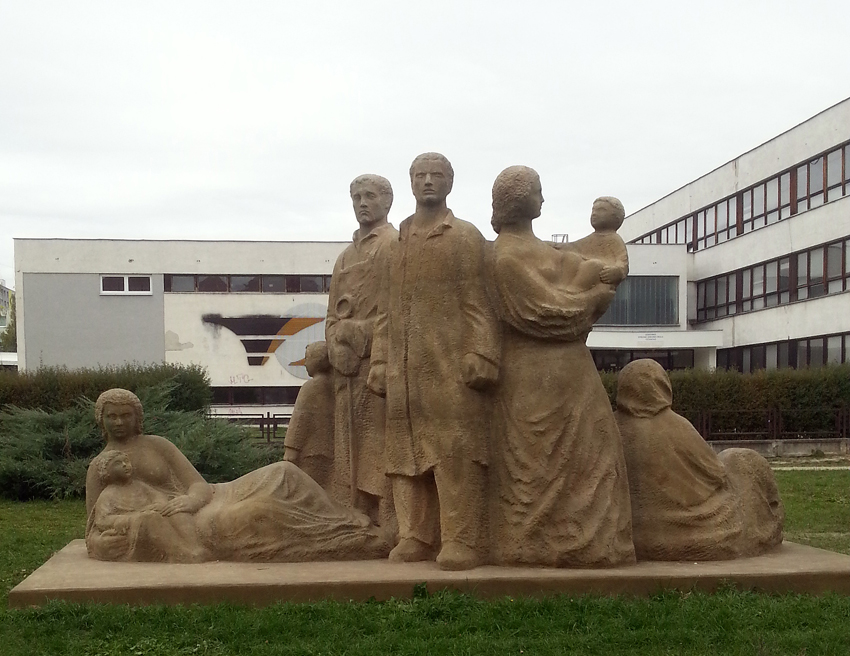
Grupa rzeźbiarska, Ziar nad Hronom
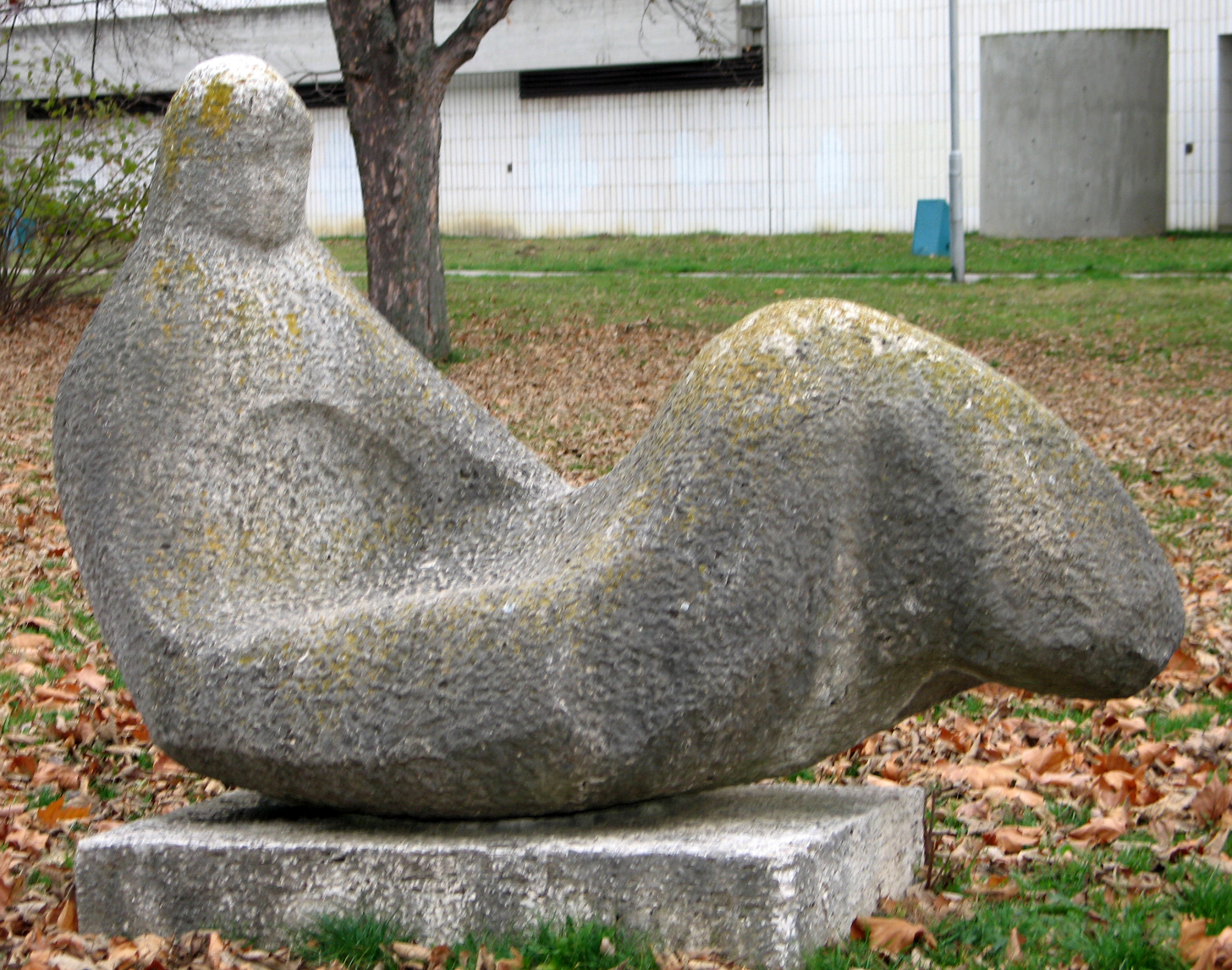
Rzeźba plenerowa w Piešťanach